# پروژه صدا
پروژه صدا (انگلیسی: The Voice Project) یک سازمان ۵۰۱ (سی) غیرانتفاعی گروه مدافع متمرکز شده در ترویج آزادی بیان هنری به عنوان یک عامل تغییر اجتماعی است.